# Chaco Canyon
Pour les articles homonymes, voir Chaco.
 (juin 2020).

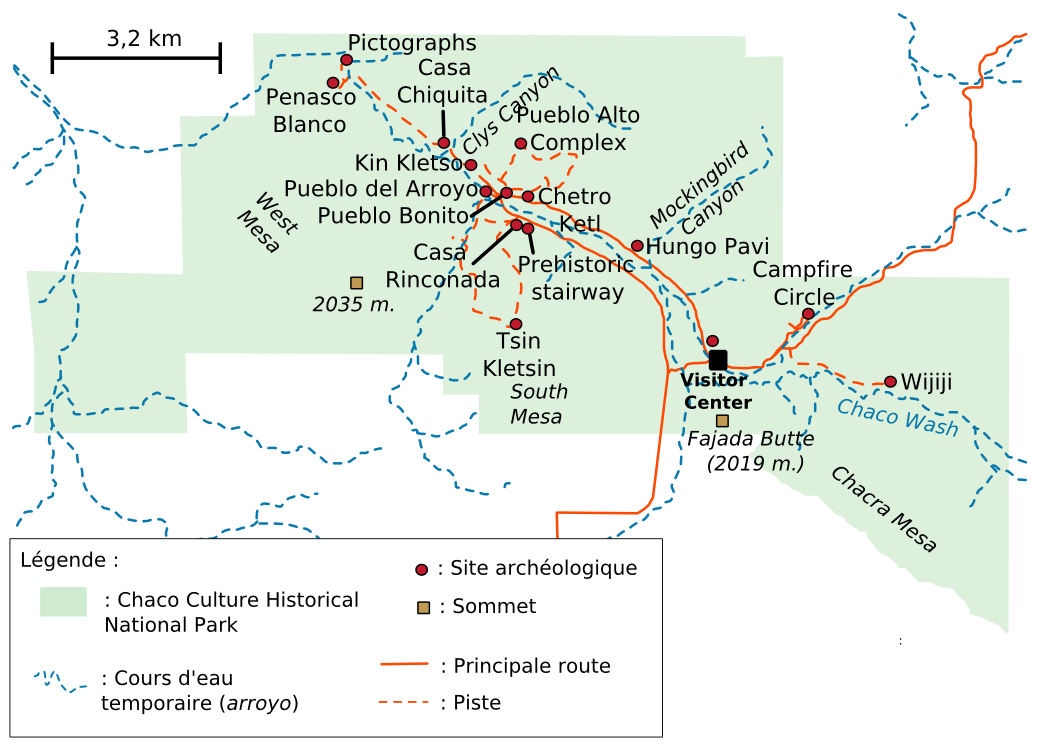
Carte du parc

Chaco Canyon est un ensemble de près de 3 600 sites archéologiques, appartenant à la culture anasazi, situé au sud-ouest des États-Unis dans l'État du Nouveau-Mexique. Il connut son apogée du IXe au XIIIe siècle et fut un carrefour commercial et une place religieuse importante. Il devint monument national américain en 1907 puis National Historical Park. Aujourd'hui, Chaco Canyon est classé au patrimoine de l'Humanité de l'UNESCO. Il représente le plus important site archéologique précolombien au nord du Mexique.
Les Chacoans (les habitants de Chaco Canyon) ont extrait des blocs de grès et ont transporté du bois sur d'importantes distances afin d'aménager quinze complexes de bâtiments qui restèrent les plus imposants d'Amérique du Nord jusqu'au XIXe siècle,,, Les études en archéoastronomie effectuées sur le site, notamment sur le pétroglyphe de la Fajada Butte (en), ont permis de mieux saisir le degré de connaissances des Anasazis. De nombreuses constructions sont en effet alignées en fonction des cycles solaire et lunaire, ce qui dénote un certain degré d'avancement de cette civilisation pour les observations astronomiques et l'architecture.
Les Grandes Maisons chacoanes construites environ entre 850 et 1150 de notre ère et étaient au cœur d'un paysage rituel plus vaste de communautés agricoles dans le nord du Sud-Ouest américain. Le Chaco Canyon était le centre d'un vaste réseau politique et social de plus de 200 communautés de Grandes Maisons couvrant une superficie plus vaste que l'Angleterre moderne.
Les spécialistes pensent qu'un changement climatique ayant provoqué à partir de 1150 une sécheresse qui dura cinquante ans a entraîné l'émigration des Chacoans et l'abandon de la vallée.
Situés dans la région aride et inhospitalière des Four Corners, les sites de Chaco Canyon sont fragilisés par l'érosion et par la fréquentation touristique. Les autorités du parc ont ainsi préféré interdire l'accès de la Fajada Butte (en) au public pour protéger les pétroglyphes. Les actuelles tribus hopis et pueblos considèrent la vallée comme un territoire sacré et perpétuent oralement les récits de leurs ancêtres.
Alors que « de nouvelles découvertes révèlent l'importance du paysage dans la compréhension de la société chacoenne » (la télédétection par le lidar a récemment révélé des centaines de routes jusqu'alors inconnues entre les sites de Pueblos), une partie des vestiges archéologiques de la région est menacée avant même d'avoir été explorée. C'est notamment le cas des vestiges des réseaux routiers, des grandes maisons et des kivas (datant d'il y a jusqu'à mille ans avant nos jours) du canyon de Chaco, au milieu du bassin de San Juan. Celui-ci est en train de devenir l'un des bassins pétroliers et gaziers les plus productifs du pays. L'archéologie entre en conflit avec l'extension des infrastructures de forage et de transport de gaz de schiste après qu'un juge fédéral a rendu en 2018 une décision pouvant encourager la vente de concessions pétrolières et gazières dans cette région. Environ quatre mille puits sont attendus par le Bureau of Land Management (BLM).

## Géographie
Le parc historique national de Chaco se trouve au nord-ouest du Nouveau-Mexique aux États-Unis, entre les villes d'Albuquerque et de Farmington, dans le comté de San Juan. Il mesure 137 km2 et il est entouré par des terres tribales navajos. Il se situe dans le bassin de San Juan, sur le bord sud-est du plateau du Colorado, entre plusieurs chaînes de montagnes (monts Chuska à l'ouest, monts San Juan au nord et San Pedro Mountains (en) à l'est). C'est dans ces montagnes que les Chacoans trouvaient le bois dont ils avaient besoin (chêne, pin pignon, pin ponderosa, genévrier). Le canyon occupe un secteur entouré de dunes et de chaînes de montagne. La vallée, dont l'accès est relativement difficile, s'étend sur un axe nord-ouest - sud-est. Elle est bordée par des formes de relief au sommet plat appelées « mesas », ce qui signifie « tables » en espagnol. Le parc est traversé sur environ 20 km par le Chaco Wash, un cours d'eau temporaire alimenté par le ruissellement des précipitations et dont le bassin versant s'étend sur 2 175 km2.
Les principaux complexes comme ceux de Pueblo Bonito, Nuevo Alto (en) et Kin Kletso ont une altitude comprise entre 1 890 mètres et 1 963 mètres. La présence d'un aquifère à une faible profondeur permettait aux habitants de s’alimenter en eau.

## Géologie
Après la dislocation de la Pangée pendant la période du Crétacé, le secteur du Chaco Canyon était compris entre un ensemble de plaines et de collines à l'ouest et une mer intérieure peu profonde (« mer intérieure de l’Ouest »). En marge de cette mer se trouvait une frange littorale sableuse et marécageuse submergée à plusieurs reprises au cours de son histoire : cette région, où se sont accumulées des couches de sédiments transformées ensuite en grès et en shale à la fin du Crétacé,, il y a 75 à 80 millions d'années, appartient à la formation géologique de Mesa Verde.
Les spécialistes ont retrouvé dans la couche de Meneffe, la plus ancienne strate de la formation Mesa Verde, des fossiles témoignant du climat subtropical qui régnait dans la région à la fin du Crétacé : tortues, crocodiles, Hadrosauridae, Mosauridae, palmiers et conifères. On peut observer cette couche géologique sur le versant sud du canyon et sur la Fajada Butte (en). Elle est parcourue par de fines veines de charbon.
La couche de Cliff House est plus courante et constitue de grandes épaisseurs de 25 à 30 mètres de hauteur sur les falaises du canyon. Elle est plus résistante à l'érosion que la couche de Meneffe. On y trouve les traces d'une faune aquatique : coquilles, ammonites, escargots, dents de requin, etc..
L'érosion commença il y a environ deux millions d'années, à l'époque du pléistocène. Le Chaco Wash coulait à travers les strates supérieures de l'actuelle Chacra Mesa (en) (122 mètres de hauteur) et l'entailla pour former un large canyon et des mesas sur plusieurs millions d'années. Des canyons secondaires (Mockingbird Canyon, Clys Canyon), adjacents au Canyon de Chaco, ont également été formés par l'érosion. Entre 40 000 et 70 000 ans avant notre ère, le fond du canyon a subi une forte érosion qui mit au jour le substrat rocheux fait de shale de Menefee. Puis ce secteur fut comblé par environ 38 mètres de dépôts sédimentaires qui forment la surface du terrain actuel.
Aujourd'hui, le canyon et la mesa constituent le cœur du plateau de Chaco (Chaco Core) ; ce cœur est une région relativement plate, recouverte de buissons et d'herbes avec quelques bosquets. La ligne de partage des eaux se trouve à seulement 25 kilomètres à l'ouest du canyon.

## Climat

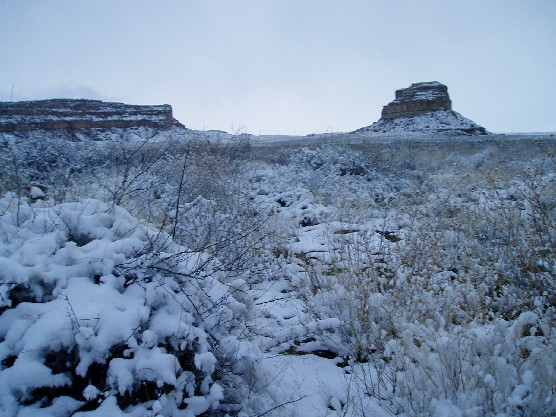
Fajada Butte en hiver

Situé dans un désert d'altitude, le parc de Chaco Canyon reçoit en moyenne 231,1 mm de précipitations annuelles. Cependant, une sécheresse affecte la zone depuis l'an 2000, date à partir de laquelle la moyenne est tombée à 165 mm.
Le parc se trouve en effet en situation d'abri derrière des chaînes de montagne, à l'intérieur du continent nord-américain. L'effet de foehn apporte de l'air sec et chaud à l’origine de la semi-aridité qui règne sur la région. Cette sécheresse a permis au bois utilisé dans les constructions des Anasazis de bien se conserver. Le niveau moyen des précipitations augmente avec l'altitude.
Les pluies tombent principalement entre juillet et septembre, sous forme d'averses orageuses qui peuvent provoquer des inondations. Mai et juin sont les mois les plus secs. Une remontée inhabituelle vers le nord de la zone de convergence intertropicale peut apporter de manière exceptionnelle des pluies plus abondantes certaines années. Le climat peut aussi être affecté par les variations du courant marin d'El Niño.
La région de Chaco Canyon connaît aussi des températures contrastées : sur l'année, celles-ci varient entre −3,3 °C et 39 °C. L'été est la saison la plus chaude, avec des températures comprises entre 26,5 °C et 35 °C. L'amplitude diurne peut être importante : il arrive que la température évolue de 15 °C dans la même journée. Le gel n’est absent que moins de 150 jours par an, à cause de l'altitude.
| Mois                                                                         | Jan   | Fev  | Mar  | Avr  | Mai  | Jui  | Jui  | Aou  | Sep  | Oct  | Nov  | Dec   | Année |
| ---------------------------------------------------------------------------- | ----- | ---- | ---- | ---- | ---- | ---- | ---- | ---- | ---- | ---- | ---- | ----- | ----- |
| Temp. moyennes max. en °C                                                    | 6,3   | 9,3  | 13,8 | 19,2 | 24,5 | 30,2 | 32,4 | 30,8 | 27,1 | 20,7 | 12,4 | 6,6   | 19,5  |
| Temp. moyennes min. en °C                                                    | -10,5 | -7,6 | -5,1 | -1,4 | 3,0  | 8,1  | 12,6 | 11,7 | 6,7  | 0    | -6   | -10,6 | 0,05  |
| Précipitations moyennes (mm)                                                 | 11,6  | 13,9 | 14,2 | 11,9 | 15,2 | 10,4 | 28,9 | 34,4 | 28,9 | 28,8 | 15,5 | 15,5  | 228,8 |
| Moyenne sur 1922-2005 des relevés de Chaco Culture National Historical Park. |       |      |      |      |      |      |      |      |      |      |      |       |       |

## Flore et faune
Chaco Canyon se trouve dans un milieu de déserts et broussailles xérophytes et de steppes, similaire à celui du Grand Bassin. Les écosystèmes varient en fonction de l'altitude, de l'exposition des versants, de la nature du sol et de la disponibilité en eau. L'armoise (Artemisia tridentata) et plusieurs espèces de cactus sont particulièrement bien adaptées à la sécheresse. Les arbres sont relativement rares dans le canyon, sauf près des sources et des cours d’eau temporaires, où poussent quelques saules et peupliers. En altitude, sur les mesas, on peut trouver des pins pignons et des genévriers. Le parc représente un sanctuaire pour les plantes sauvages qui sont menacées ailleurs par l'élevage et les industries minières.
Les principales espèces de mammifères présentes dans le parc sont le coyote, le lynx, le renard, le blaireau américain, la mouffette, le cerf hémione et le wapiti. De nombreuses espèces de rongeurs vivent dans la région comme le chien de prairie et la chauve-souris. Le manque d'eau entraîne une certaine rareté des oiseaux, même si l'on peut observer le géocoucou, plusieurs espèces de rapaces (épervier de Cooper, crécerelle d'Amérique), le hibou, la chouette, le vautour, le corbeau, etc. De petits oiseaux tels que les parulinés, le moineau et le roselin familier sont plus courants. Plusieurs espèces d'oiseaux-mouches nichent dans les buissons et les arbres situés près des points d’eau, comme le colibri roux ou le colibri à gorge noire. Le crotale de l'ouest se rencontre parfois, de même que de nombreux lézards.

## Histoire du site

### Premiers établissements humains

La civilisation des Anasazis (en rose). Les trois sites archéologiques les plus importants sont Mesa Verde (1), Chaco Canyon (2) et Gila Cliff (3).

L'histoire du peuple anasazi reste mystérieuse, faute de sources écrites. Les travaux des archéologues permettent néanmoins d'entrevoir plusieurs phases chronologiques, dont les dates sont approximatives.
Vers 5500 avant notre ère à vers 400 de notre ère : le sud-ouest des États-Unis est d'abord occupé par les peuples de la tradition Sohara. Les premiers habitants du bassin de San Juan étaient des chasseurs-cueilleurs de l'époque archaïque descendants des Paléo-amérindiens nomades de la culture Clovis apparus dans le Sud-Ouest vers 10 000 avant notre ère. Vers 900 avant notre ère, les peuples archaïques occupaient plusieurs sites comme celui d’Atlatl Cave. Ils ont laissé peu de vestiges de leur présence dans le Chaco Canyon lui-même.
Leurs successeurs, les Basketsmakers (les « vanniers », parce qu'ils ne connaissaient pas la poterie), implantés dans ces territoires montagneux et semi-arides quelque temps avant notre ère, commencèrent à se sédentariser et à pratiquer l'agriculture dans le canyon dès la fin du Ve siècle avant notre ère ; ils occupaient par exemple le Shabik'eshchee Village et d'autres emplacements. Les archéologues ont mis au jour des perles de turquoise et des pendentifs datant du VIe siècle et des céramiques du VIIe siècle. Les kivas étaient déjà utilisées comme lieu de culte, où les autochtones déposaient des offrandes. Vers 700, la population du Chaco Canyon devait atteindre 100 à 200 personnes. Le développement des techniques d'architecture, de l'habitat et des pratiques religieuses aboutit progressivement à l'organisation d’une nouvelle culture, celle des Pueblos.

### Les Anasazis à Chaco Canyon

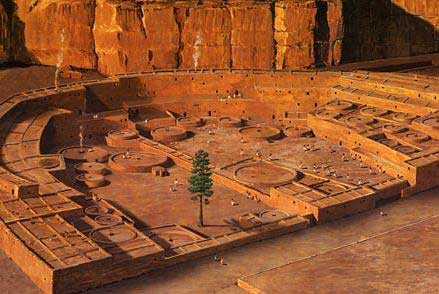
Reconstitution de Pueblo Bonito à son apogée.

Les Anasazis succèdent au VIIIe siècle aux Basketmakers dans le Sud-Ouest.
La sédentarisation progressive liée au développement de l'agriculture aboutit à l'émergence d'une nouvelle culture dite de Pueblo, en référence aux villages constitués de maisons en briques de terre construites par les Anasazis. Les débuts (période Pueblo I, de 700 à 900) sont caractérisés par de petites maisons isolées et par l'apparition de la culture du coton et de l'irrigation. Ils s'installent en haut des mesas, dans des abris semi-enterrés. Si la période Pueblo II (de 900 à 1100) marque un apogée qui se manifeste par un enrichissement des parures, Pueblo III (de 1100 à 1300) connaît un refoulement des divers Anasazis dans le seul Mesa Verde et le retour à un habitat troglodytique rudimentaire.
Il faut attendre le Xe siècle pour que les Anasazis descendent et bâtissent dans le Chaco Canyon. C'est à partir de cette époque qu'ils construisent de grands ensembles de bâtiments tels que Peñasco Blanco (en) (900-1125), Chetro Ketl (à partir de 900), Keet Seel (occupé vers 950), Pueblo Bonito (à partir de 960 : première section de cinquante pièces disposées en arc de cercle),.
Jusqu'à l'invention des gratte-ciels, les maisons du Chaco, dont certaines avaient six étages, étaient les plus hautes structures d'Amérique du Nord (voir aussi le Cliff Palace dans le parc de Mesa Verde). À cette prouesse architecturale (les autochtones ne disposaient pas des machines complexes utilisées pour élever les poutres nécessaires à l'édification du dôme de la cathédrale de Florence), s'ajoute un défi logistique : les poutres (dont certaines étaient longues de cinq mètres et pesaient 300 kg) provenaient de forêts éloignées de plus de 75 km des montagnes de Zuni (en) et de Chuska. En général, le bois provenait de pin ponderosa.
Chaco Canyon était situé dans une région particulièrement aride et la ville ne pouvait pas produire les ressources nécessaires à ses habitants. Les ressources en eau étaient limitées, ce qui rendait difficile l'agriculture sur place. Cependant, à cause de l'importance symbolique de Chaco Canyon sur le plan politique et religieux, une majorité d'archéologues soutient la théorie que les habitants d'autres petites villes plus éloignées et aux conditions plus favorables fournissaient les ressources nécessaires. Chaco Canyon était une sorte de lieu de pèlerinage qui permettait aux gens de pratiquer pleinement leurs croyances (sous la formes d'objets rituels, tels que des turquoises, à obtenir sur place et à emporter chez soi pour avoir une bonne récolte ou d'autres effets positifs). Les habitants, voulant faire vivre Chaco Canyon, auraient été amenés à subvenir à ses besoins[réf. nécessaire].
Le XIe siècle voit une extension spectaculaire des routes depuis Chaco Canyon et témoigne d'un essor du commerce. Diverses preuves indiquent que le réseau de commerce des Amérindiens Pueblos s'étendait à 1 500 voire 2 000 km, notamment vers l'Amérique centrale. Vers 1050, la communauté comptait entre 1 500 et 5 000 personnes. Elle importait des perles de cuivre, des aras et des coquillages. Il est également possible que les habitants aient construit un barrage à l'ouest du canyon durant ce siècle. 
Le lidar a révélé de nouvelles routes (publication 2018). Curieusement de nombreuses voies sont très larges (plus du double d'une route actuelle à deux voies) alors que les Puebloans antiques n'avaient ni véhicules à roues ni bêtes de somme. Certaines mènent au Chaco Canyon, épicentre de cette société antique, mais d'autres semblent aboutir dans le vide. En explorant l'une d'elles, on a trouvé des tessons de différentes poteries éparpillés le long de la plate-forme, ce qui étaie l'hypothèse d'un usage cérémoniel, encore à comprendre.
Le début du XIIe siècle marque l'apogée de la culture de Chaco : vers 1130, le Pueblo Bonito mesure quatre étages et comprend quelque 800 pièces[réf. incomplète].
1130-1180 : 50 ans de sécheresse affectent la communauté participant à l'effondrement de la culture de Chaco. Dès le début du XIIe siècle, le Chaco Canyon cessa d'être un centre religieux d'influence régionale. Au milieu du XIIe siècle, les grandes constructions cessent, et un important dépeuplement s'amorce. Ce déclin pourrait être lié à des sécheresses, à une surexploitation des ressources, à un effondrement des échanges et des croyances des populations, ou à l'accumulation de plusieurs de ces facteurs, mais il n'existe pas de consensus à ce sujet.
On a souvent pensé que la grande sécheresse des années 1270, associée à une vague de froid, avait causé l'exil des habitants de Mesa Verde (membres de la culture Pueblo), notamment vers la région du rio Grande. Cependant, il semble que d'importants mouvements de population aient déjà eu lieu dans les décennies précédant cette sécheresse, et que l'abandon de cette région serait vraisemblablement due à une conjonction de facteurs dont un changement climatique, et des tensions politiques et culturelles menant à un niveau de violence très important. D'autres facteurs sont évoqués, tels que l'irrigation intensive et la déforestation.
Les habitants ont émigré vers les vallées de la Little Colorado River, du Rio Puerco (en) et du rio Grande (à une centaine de kilomètres). Des liens génétiques ont par exemple été trouvés avec les populations de la tribu Picuris.

### Le site après les Anasazis
Des peuples de langue uto-aztèque, tels que les Utes et les Shoshones sont déjà présents sur le plateau du Colorado au XIIe siècle. Des groupes nomades d'Apaches et de Navajos s'implantent dans la région du Bassin de San Juan au XVe siècle et adoptent les coutumes et les techniques des Chacoans. Pendant la conquête espagnole, au XVIIe siècle, de nombreux Pueblos et Navajos se réfugient dans le Chaco Canyon. En 1774, Don Bernardo de Miera y Pacheco est le premier à porter le secteur du Chaco Canyon sur une carte en l'appelant « Chaca », un mot sans doute traduit de la langue navajo. Au XIXe siècle, le Mexique puis les États-Unis imposent leur souveraineté en lançant des campagnes militaires contre les derniers habitants. En 1832, le marchand Josiah Gregg est le premier à apporter un témoignage écrit sur les ruines du Chaco Canyon. En 1849, un détachement de l'armée américaine, mené par le lieutenant James H. Simpson, traverse le site et s'intéresse aux ruines. Un rapport est rédigé et illustré par les frères Kern. L'endroit étant particulièrement isolé, il est peu visité au cours des cinquante ans qui suivent. En 1877, l'artiste et photographe William Henry Jackson participe à l'expédition de Ferdinand Vandeveer Hayden dans l'Ouest américain et cartographie le Chaco Canyon. Après une brève reconnaissance menée par des érudits du Smithsonian dans les années 1870, Chaco Canyon fait l’objet d’une étude archéologique complète en 1896 : Pueblo Bonito est fouillé par une équipe de l'American Museum of Natural History dirigée par George H. Pepper. Elle passe cinq étés dans la région, envoie quelque 60 000 objets à New York et ouvre une série de postes d’approvisionnement.
En 1901, Richard Wetherill (en), qui a travaillé pour le compte des frères Hyde, revendique la concession de 161 acres conformément au Homestead Act : ces terrains comprennent Pueblo Bonito, Pueblo del Arroyo (en) et Chetro Ketl. En examinant la demande de Wetherill, l'agent federal Samuel J. Holsinger entreprend des relevés topographiques et archéologiques. Il découvre des portions de routes précolombiennes, des escaliers au-dessus de Chetro Ketl, ainsi qu'un système élaboré de barrages et d'irrigation,. Son enquête, qui n'a jamais été rendue publique, recommande alors la création d'un parc national afin de préserver les sites autochtones. L'année suivante, Edgar Lee Hewett (en), président de l'université du Nouveau-Mexique, recense un grand nombre de sites du Chaco Canyon. Il fait partie des instigateurs de la loi sur les antiquités de 1906 (Antiquities Act of 1906). Celle-ci autorise également le président américain à fonder des monuments nationaux pour protéger des sites historiques ou naturels. C'est finalement Theodore Roosevelt qui met en place le monument national de Chaco Canyon le 11 mars 1907. En conséquence, Richard Wetherill doit renoncer à ses prétentions sur plusieurs parcelles du Chaco Canyon[réf. nécessaire].
À partir de 1921, la National Geographic Society lance huit expéditions dans la région du Chaco Canyon : Neil Judd fouille le site de Pueblo Bonito, grâce à la collaboration des autochtones. En 1928-1929, A. E. Douglass utilise la méthode de la dendrochronologie pour dater plusieurs dizaines de structures dans le canyon. En 1949, le Chaco Canyon s'agrandit grâce à des terres cédées par l'université du Nouveau-Mexique. En retour, l'établissement garde ses droits de recherche scientifique dans la région. Entre 1958 et 1964, la National Geographic Society et le National Park Service financent cinq autres campagnes de recherche archéologique. À la fin des années 1950, le National Park Service construit un office d'information touristique, des bâtiments pour le personnel et des terrains de camping. Le 15 octobre 1966, le site est enregistré sur le Registre national des lieux historiques. En 1971, les chercheurs Robert Lister et James Judge ouvrent le Chaco Center, qui fonctionne grâce à la coopération de l'université du Nouveau-Mexique et du National Park Service. L'institution permet de recenser, grâce aux techniques de la NASA, les anciennes routes qui rayonnent depuis le Chaco Canyon. Elle découvre également quatorze pièces à Pueblo Alto (1976-1978). La richesse des découvertes archéologiques et l'agrandissement de 53 km2 de terrains supplémentaires conduisent les responsables à transformer le monument national en parc national historique le 19 décembre 1980. En 1987, ce dernier est classé sur la liste du patrimoine de l'humanité par l'UNESCO. Afin de protéger les autres sites anasazis des environs, le National Park Service met en place une agence chargé de mettre en œuvre le Chaco Culture Archaeological Protection Site program. Cette initiative a permis de recenser plusieurs milliers de sites archéologiques et de faire progresser les connaissances sur la civilisation anasazie,.

## Administration et protection du parc
Le parc de Chaco Culture est administré par le National Park Service. Le Bureau of Land Management s'occupe des terrains qui entourent le parc et notamment des routes qui en rayonnent. Ces deux agences font partie du Département de l'Intérieur.
Pour l'année fiscale 2002-2003, le budget du parc était de 1 434 000 dollars. La sécurité et l'information des visiteurs, la maintenance des infrastructures, l'administration et la préservation des sites représentent les principales dépenses.
Afin de préserver les constructions, des règles strictes sont appliquées depuis 1981 : les recherches sont menées dans le respect des croyances des Hopis et des Pueblos, en utilisant des méthodes telles que la dendrochronologie et l'anthropologie culturelle, ainsi que l'étude des traditions orales. C'est dans cette optique qu’a été créé en 1991 le Chaco American Indian Consultation Committee qui implique les représentants autochtones dans la gestion du parc.
Le Chaco Night Sky Program cherche à éliminer la pollution lumineuse nocturne et offre aux visiteurs la possibilité d'utiliser l'observatoire de Chaco inauguré en 1998. Ces derniers peuvent également profiter des divers télescopes et des présentations d'astronomie. En 1983, un projet de concession aux industriels du charbon de terrains situés autour du Chaco Canyon avait été envisagé. Mais il fut abandonné grâce au Chaco Roads Project qui avait mis en évidence le réseau des anciennes routes anasazies dans la région. Le Getty Conservation Institute, situé à Los Angeles, apporte une aide technique et des conseils pour la conservation des structures archéologiques.
En mars 2018, le BLM prévoyait d'offrir à l'industrie pétrogazière 26 parcelles en bail dont en limite de la lisière d'une zone tampon temporairement imposée sur 16 kilomètres par l'ancienne administration Obama.

## Les sites archéologiques

### Autour de Pueblo Bonito

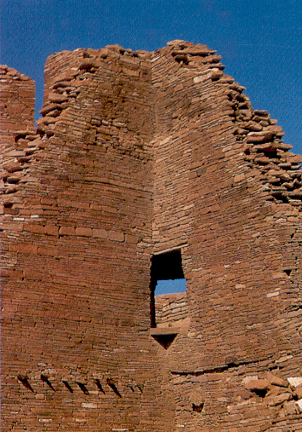
Ruines à Pueblo Bonito.

C'est dans la partie centrale du Chaco Canyon que se trouvent les ensembles de bâtiments les plus étendus.
- Le plus étudié est celui de Pueblo Bonito (« le beau village ») : les 800 pièces du complexe[51] occupaient une surface au sol de 8 000 m2. À son achèvement, il était aussi grand que le Colisée de Rome[10]. Certaines constructions comprenaient jusqu'à quatre étages. Son édification s'étala sur environ trois siècles[56].
- Le site de Pueblo del Arroyo se trouve non loin de Pueblo Bonito, au débouché d'un cours d’eau temporaire appelé South Gap. Fondé entre 1050 et 1075, il fut achevé au début du XIIe siècle.
- La Casa Rinconada est un ensemble architectural composé d'une grande kiva. Elle est à l'écart des autres sites du Chaco Canyon, sur la rive sud du Chaco Wash. Elle se trouve sur le chemin menant à l’escalier d'accès à la South Mesa.

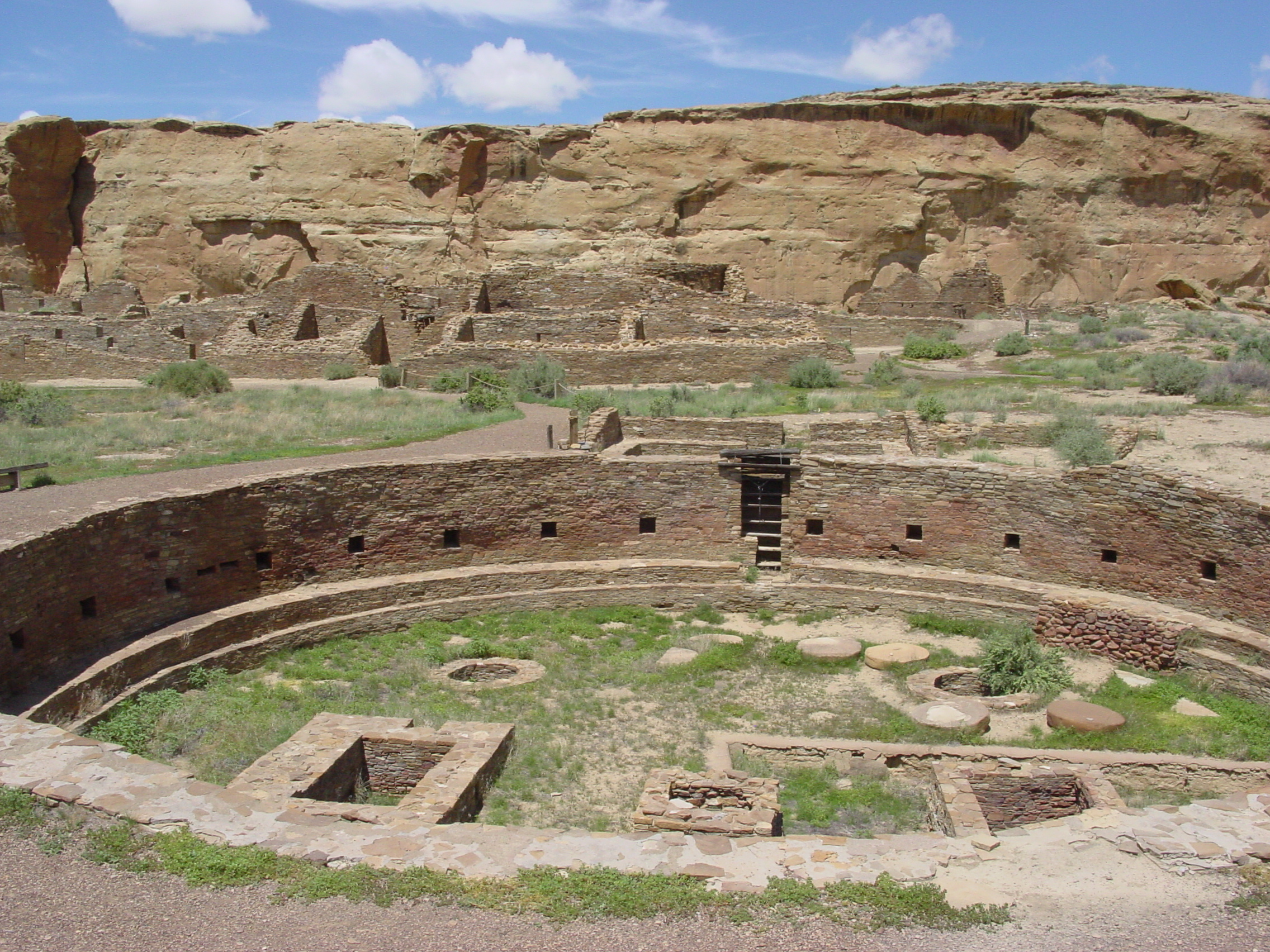
La grande kiva de Chetro Ketl.

- Chetro Ketl est un autre site près de Pueblo Bonito ; il offre un exemple de complexe de forme hémisphérique, de dimensions réduites. Son aménagement a débuté entre 1020 et 1050. Il compte entre 450 et 550 pièces mais une seule grande kiva. Edgar Lee Hewett (en) pense qu'il a nécessité 5 000 arbres et 50 millions de pierres taillées[57].
- Kin Kletso (la « maison jaune ») est un complexe de taille moyenne situé à 800 mètres à l'ouest de Pueblo Bonito, qui indique l'occupation par des habitants venus du nord du bassin de San Juan. Son plan régulier le rattache à la culture de Pueblo II. Il contient 55 pièces, quatre kivas au rez-de-chaussée et une tour cylindrique de deux étages qui a pu servir de lieu de culte. Plusieurs indices laissent à penser que la taille d'obsidienne se faisait près du village, qui fut construit entre 1125 et 1130[58].
- Pueblo Alto comprend 89 pièces sur une mesa près du milieu du Chaco Canyon, à environ un kilomètre de Pueblo Canyon. Commencé entre 1020 et 1050, le village était visible par les habitants du Bassin de San Juan, à cause de sa situation en hauteur. Il a été un centre de production de perles et de turquoises.
- Une autre great house, Nuevo Alto a été construite sur la mesa nord près de Pueblo Alto, fondée à la fin du XIIe siècle, lorsque la population du canyon commença à décroître.

### Sites périphériques
D'autres sites sont dispersés dans les limites du parc, en marge du secteur central de Pueblo Bonito.
- Au nord-ouest de Pueblo Bonito se dresse la Casa Chiquita (« Petite maison »), un village construit dans les années 1080, pendant la période humide qui permit à la culture de Chaco de s'épanouir. Il apparaît moins étendu que les sites antérieurs et adopte une forme rectangulaire. Le complexe ne dispose ni de places ouvertes, ni de kivas séparées[59]. Ces dernières se rangent dans la tradition de Mesa Verde.
- À quelques kilomètres en aval, Peñasco Blanco (en) (« Falaise blanche ») est l'emplacement d'un complexe bâti en haut de la falaise sud dominant le canyon ; son aménagement s'étale sur un peu moins de trois siècles, entre 900 et 1125. Il est célèbre pour une représentation appelée par les anglophones Supernova Platograph, car elle pourrait représenter la supernova SN 1054 telle qu'elle a probablement été visible au matin du 5 juillet 1054[60]. Cette date, suivant d'un jour celle de première apparition de l'astre relaté par les astronomes chinois, correspond au moment où eut lieu la conjonction entre la Lune (peu avant la nouvelle lune, qui était donc en forme de fin croissant visible au matin) et l'étoile.
- Hungo Pavi, situé à quelques kilomètres au sud-est de Pueblo Bonito mesure 266 mètres de circonférence. Les premières études archéologiques ont révélé la présence de 72 pièces de plain-pied[61] avec des structures atteignant quatre étages. Une grande kiva circulaire a aussi été repérée.
- Kin Nahasbas (construit au IXe ou Xe siècle) est une autre ruine importante, située au nord d'Una Vida, au pied de la mesa nord. Pour le moment, l'endroit a peu été fouillé[62].

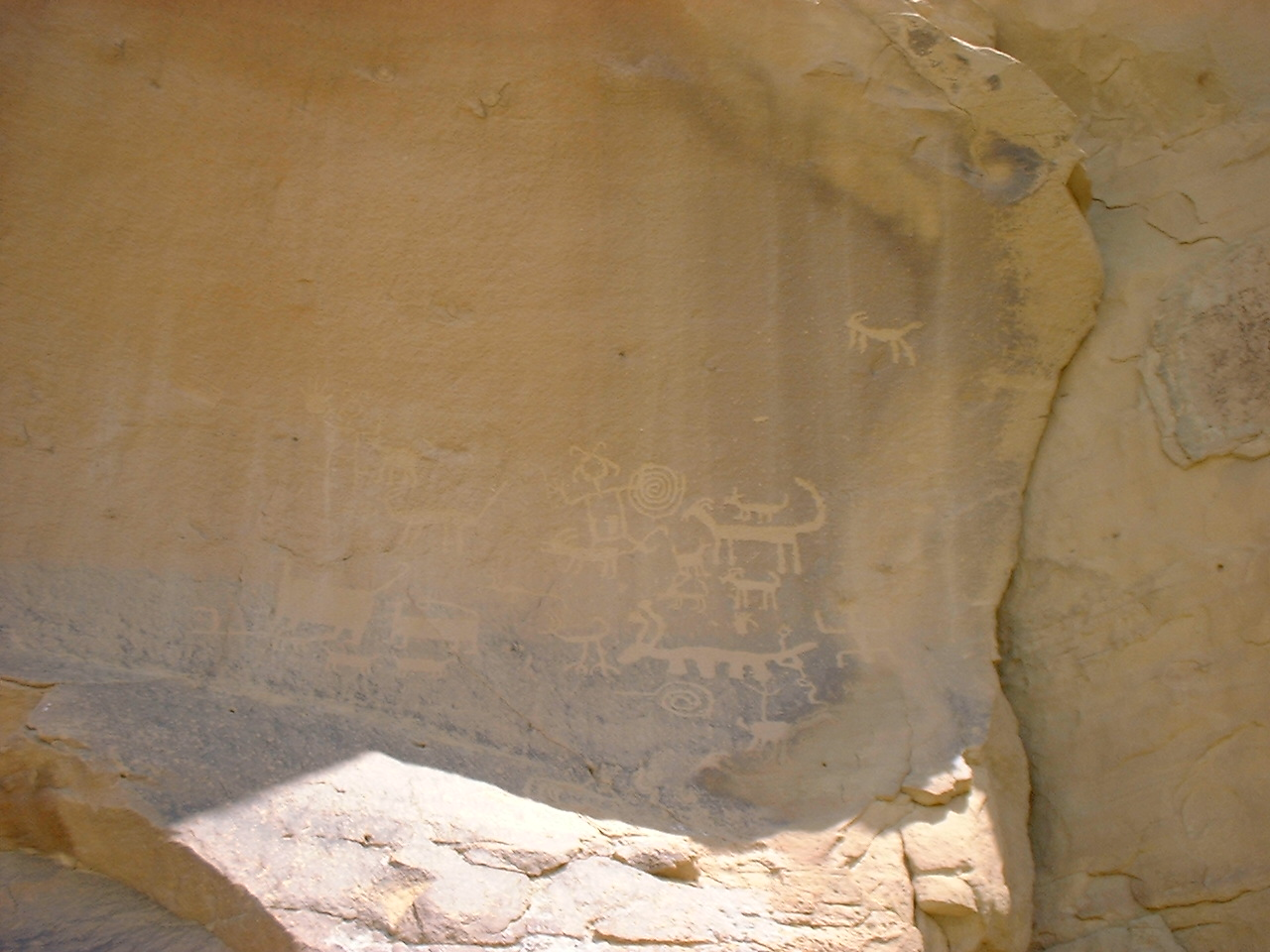
Pétroglyphes sur le site d'Una Vida.

- Tsin Kletzin est une enceinte située sur la Chacra Mesa, au-dessus de la Casa Rinconada. Elle se trouve à 3,7 km au sud de Pueblo Alto. À côté se trouve le Weritos Dam, une structure en terre qui devait conduire l'eau jusqu'à Tsin Kletzin. L'eau des précipitations était retenue dans un réservoir.
- Plus loin à l'intérieur du canyon, Una Vida (« Une vie ») est l'une des trois plus anciennes Great Houses (sa construction a débuté vers 900). Elle comprenait au moins deux étages et 124 pièces[61]. Elle possède la même forme hémicirculaire que celles de Peñasco Blanco (en) et Pueblo Bonito.
- Le site de Wijiji comprend un peu plus de 100 pièces et constitue donc la plus petite des Great Houses. Construite entre 1110 et 1115[63], elle est la dernière construite à Chaco Canyon. Elle est excentrée par rapport aux autres sites, tout à l'est du parc.

### Habitat
Dans les villages, les archéologues se sont beaucoup intéressés aux places (plaza) et aux kivas : ces pièces étaient dévolues au travail ou au repos dans les premiers temps. Par la suite, les grandes kivas semblent avoir servi de lieu de cérémonie religieuse pour la communauté.
Les Anasazis savaient choisir des sites naturels exceptionnels pour s'installer : plusieurs villages se sont ainsi abrités sous d'imposantes falaises au XIIIe siècle. Creusées dans les parois de gigantesques cayons, les habitations troglodytiques attirent toujours la curiosité des touristes. Ce type d'habitat présentait l'avantage d'offrir une protection contre la pluie ou la neige. L'orientation des villages préservait la communauté du froid en hiver et de la canicule en été. De plus, de tels sites constituaient un rempart naturel contre d'éventuelles attaques. En revanche, les champs étaient plus éloignés des habitations et moins accessibles pour les habitants.
Les villages du Chaco Canyon étaient si rapprochés qu'ils formaient une conurbation rassemblant 15 000 à 30 000 habitants. Les Anasazis réussirent la prouesse de construire dans des endroits difficilement accessibles, sans animaux de trait ni outils métalliques. Les grandes maisons de Chaco Canyon ont nécessité des centaines de millions de blocs de grès et des centaines de milliers de poutres.
- Celle d'Una Vida a été occupée entre 850 et 1150 environ et compte 150 pièces et cinq kivas.
- Pueblo Bonito est le centre de la culture Chaco. Elle a été occupée du IXe au XIIIe siècle. Elle compte environ 700 pièces et une quarantaine de kivas de tailles différentes dont deux pouvant accueillir plusieurs centaines de personnes chacune[66].
- Chetro Ketl (XIe – XIIe siècles) : 500 pièces et seize kivas. Il existait une grande place qui dominait le canyon.
- Pueblo del Arroyo construit entre 1075 et 1105 a 280 pièces et vingt kivas.
- Kletso : 100 pièces, cinq kivas.
- Casa Rinconada, au sud du canyon, possède la plus grande kiva.

### Artisanat

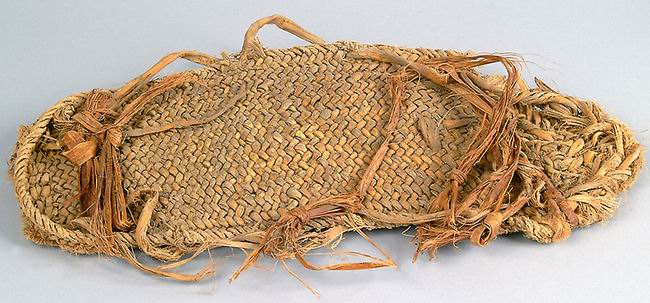
Sandale en fibre de yucca, XIIe siècle, Chaco Canyon.

Les archéologues ont retrouvé environ un million d'objets et d'échantillons dans la région de Chaco Canyon.
Les hommes tissaient le coton pour en faire des couvertures et des chemises. Ils utilisaient d'autres fibres végétales (yucca) ou des matières d'origine animale (peaux, fourrures) pour leurs vêtements. Ils portaient des sandales et des mocassins, et probablement des chaussures adaptées à la neige en hiver.
Les bijoux sont nombreux : colliers, boucles d'oreilles, bracelets, broches, peignes étaient faits en bois, en os, en corail, en jais et en pierres diverses (turquoise). On a même retrouvé des instruments de musique (flûte en os, etc.).

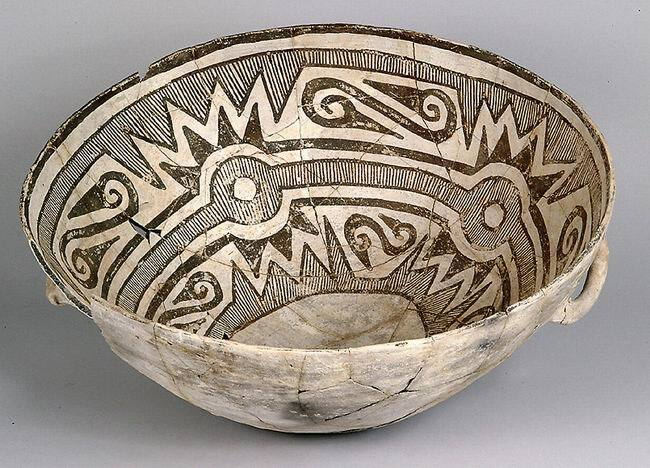
Bol en céramique peinte, XIe siècle au XIIIe siècle, Chaco Canyon.

Dans la vie quotidienne, les Anasazis se servaient de différents objets que l'on peut voir aujourd'hui au musée du parc de Chaco Canyon :
- paniers faits en osier, en yucca et en sumac. Ils étaient destinés à de multiples usages. Ils étaient par exemple utilisés comme sac à dos pour transporter des outils, des branchages ou de la nourriture ;
- poteries et céramiques : bols, jarres, pichets, cuillères, petites figurines, etc. Chaco Canyon a abrité d'excellents potiers qui produisirent des poteries noires et blanches[52] ;
- outils et armes en pierre : alênes, pointes de flèches, couteaux en obsidienne, haches en fibrolite ou en limonite ;
- objets pour le tissage du coton, pour coudre le cuir (aiguilles en os) ;
- cordages et sandales (fibres de yucca).

### Bâtiments religieux

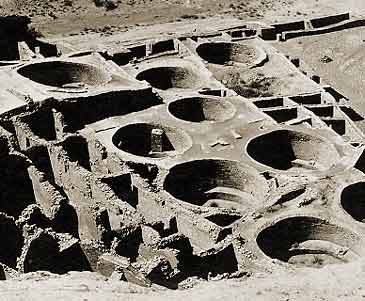
Kivas.

Le Chaco Canyon semble avoir été, selon certains historiens, un grand centre de pèlerinage pour les populations des alentours.
Les kivas étaient des chambres rituelles circulaires creusées dans le sol et recouvertes d'un toit. En partie souterraines, on y descendait par une petite échelle pour pratiquer le culte ou réunir le conseil du village. Un foyer était aménagé au centre et la fumée s'échappait par un conduit de ventilation doté d'un déflecteur. Les plus grandes chambres pouvaient accueillir plusieurs centaines de personnes qui pouvaient s'asseoir sur des banquettes en pierre. Des fêtes religieuses liées aux cycles agricoles devaient être célébrées dans ces kivas, exclusivement par les hommes[réf. nécessaire].
Les grandes kivas de Chaco Canyon avaient un diamètre de 18 mètres et étaient subdivisées en fonction des points cardinaux. Certains bâtiments en pierre du canyon se trouvent dans l'alignement du soleil à un moment précis : à Pueblo Bonito par exemple, le lever du soleil du solstice d'hiver est visible depuis deux portes.

### Fonctions commerciales

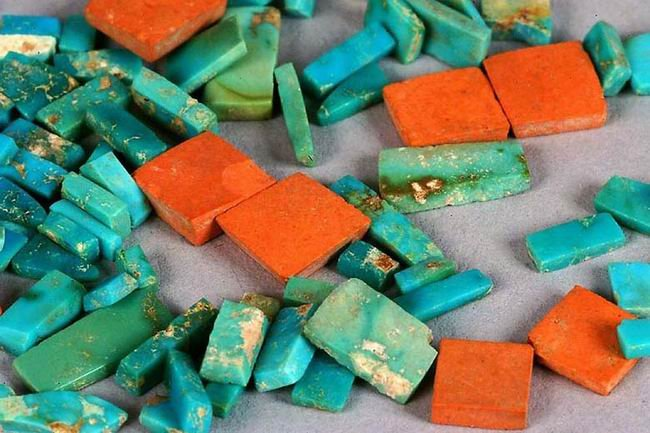
Objets en turquoise retrouvés dans le parc du Chaco Canyon.

Pueblo Bonito, dans le Chaco Canyon, est attesté comme l'un des grands centres de commerce des Anasazis mais aussi comme un centre important de taille de turquoises. La région était parcourue par un réseau de voies qui reliaient entre eux une centaine de villages du bassin de San Juan. Les échanges se faisaient sur la base du troc.